# Batalla del Puerto de Santiago
La batalla del Puerto de Santiago fue un enfrentamiento militar en el puerto de Santiago de la Buena Esperanza, Manzanillo (México), entre las tropas españolas con guarnición en Colima comandadas por el capitán Sebastián Vizcaíno y piratas holandeses comandados por Joris van Spilbergen en agosto de 1615, pues estos intentaban hacerse de provisiones en la costa.
El navegante Nicolás de Cardona realizó diversas ilustraciones que dan cuenta del puerto de Salagua en donde señala los espacios que ocupó Joris Van Spilbergen y sus acciones. Además escribió un testimonio de la batalla:

El enemigo holandés llegó al puerto de Salagua con su armada y con el navío de la California que ya lo había armado. Habiendo peleado y desbaratado la armada del Perú. Quemado a Paita, cogido algunos navíos sueltos y estado en el puerto de Acapulco, cuya poca defensa entonces le alentó a que diese fondo. Hallase en el dicho puerto de Salagua el general Sebastián Vizcaíno con gente de guerra para impedirle el refresco que deseaba tomar [los holandeses]. Visto por el enemigo el silencio que había en tierra, creyendo no tener impedimento desembarcó doscientos mosqueteros, y habiendo tomado un callejón de monte para salir al río y frutales los españoles embistieron con él valerosísimamente matándole con la primera rociada alguna gente con lo cual se volvió a retirar a la playa debajo del abrigo de su artillería, que si esto no fuera, la caballería pudiera haber aprovechado por la retaguardia. Hubo de embarcar y salir de ahí sin haber tomado agua, ni otra cosa ninguna, cogimos en esta ocasión algunos holandeses que se habían quedado escondidos en el monte a título de decir que eran cristianos y que eran forzados.

Mapas manuscritos del paso de la armada de Spilbergen por México.
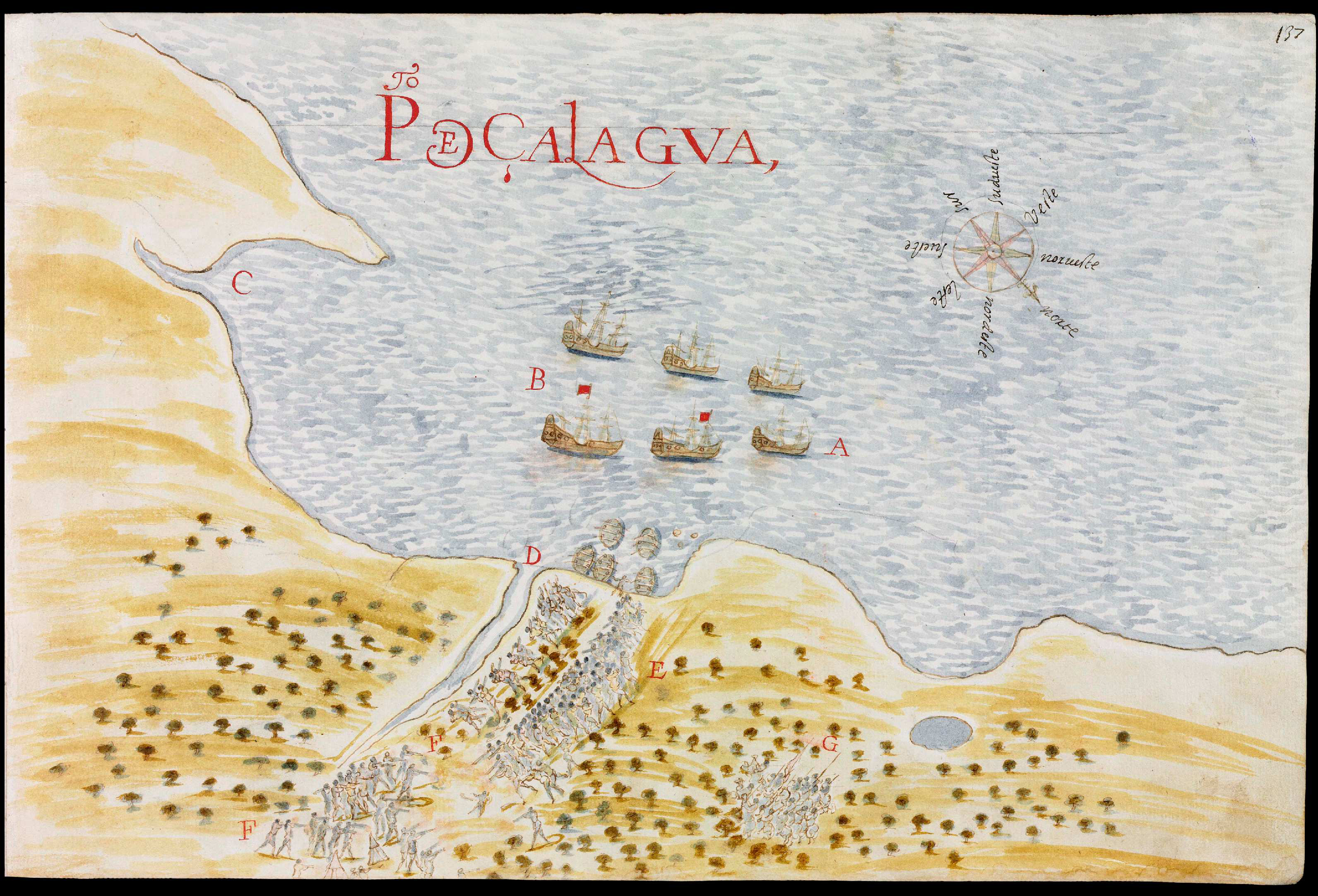
Los españoles repelen un desembarco de los hombres de Spilbergen en Salagua.